# Białoruski Komitet Ludowy

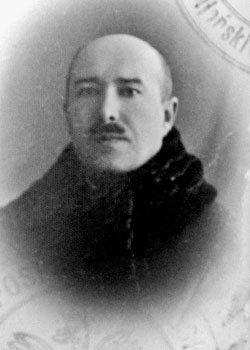
Anton Łuckiewicz

Białoruski Komitet Ludowy (białorus. Беларускі народны камітэт) – organ koordynacyjny białoruskich organizacji politycznych, społecznych i zawodowych, działający w latach 1915–1918 na okupowanym przez wojska niemieckie terytorium Białorusi i Litwy.
Białoruski Komitet Ludowy powstał w Wilnie w 1915 roku. W skład komitetu wchodzili przedstawiciele Białoruska Społecznoo-Demokratyczna Grupa Robotnicza Białoruskiej Społeczno-Demokratycznej Grupy Robotniczej, Wileńskiego Komitetu Białoruskiej Socjalistycznej Hromady, Białoruskiego Towarzystwa Pomocy Ofiarom Wojny, redakcji katolickiego tygodnika "Białorusin", związku zawodowego stolarzy itd. Na czele komitetu stał Anton Łuckiewicz. Komitet działał na ziemiach okupowanych przez wojska niemieckie.
Początkowo Białoruski Komitet Ludowy głosił hasło utworzenia Konfederacji Wielkiego Księstwa Litewskiego, wyrażonej w publikacji Deklaracja Konfederacji Wielkiego Księstwa Litewskiego 19 grudnia 1915 roku autorstwa Iwana i Antona Łuckiewiczów. Następnie pod wpływem Związku Niepodległości i Niepodzielności Białorusi wykazywał dążenia do utworzenia państwa białorusko-litewskiego z autonomicznymi częściami składowymi Białorusią i Litwą, granica pomiędzy którymi ustanowiona byłaby według podziału językowego. Władzę w państwie miał sprawować lud. Państwo miało gwarantować prawa dla mniejszości narodowych i ich języków oraz możliwość edukacji w języku ojczystym.
W czerwcu 1916 roku Anton Łuckiewicz ogłosił ideę utworzenia Stanów Zjednoczonych od Bałtyku do Morza Czarnego – bloku polityczno-gospodarczego, w skład którego po I wojnie światowej miały wejść Białoruś, Litwa, Łotwa i Ukraina. Koncepcja ta była omawiana na Konferencji Narodów Rosji w Sztokholmie, na którą udała się białoruska delegacja w składzie Wacłaua Łastouskiego i Antona Łuckiewicza. We wrześniu 1917 roku na konferencji w Wilnie, gdzie udział wzięły Białoruski Komitet Ludowy, BSDGR i Komitet Wileński BSH, koncepcja Łuckiewicza została zaakceptowana.
W 1918 roku w Wilnie Białoruski Komitet Ludowy brał udział w Konferencji Białoruskiej. W jej wyniku powołano Wieleńską Radę Białoruską, na rzecz której Białoruski Komitet Ludowy zrzekł się swoich pełnomocnictw.